# Язвищенская Робья
Язвищенская Робья (Робья) — река в России, протекает в Новгородской области, Поддорский район.
Исток реки находится в Марёвском районе у границы с Поддорским районом.
Протекает около деревни Ольховец, через деревни Селеевского сельского поселения Малые Язвищи, Большие Язвищи, Кирьково, далее через нежилые деревни Рябково, Никитино, Жглово, Остромы.
Устье реки находится в 35 км по левому берегу реки Заробская Робья. Длина реки составляет 51 км, площадь водосборного бассейна 222 км². Примерно за 900 метров до устья имеет ширину 10 метров и глубину 0,5 м
В 24 км от устья, по правому берегу реки впадает река Мурочья.

## Данные водного реестра
По данным государственного водного реестра России относится к Балтийскому бассейновому округу, водохозяйственный участок реки — Ловать и Пола, речной подбассейн реки — Волхов. Относится к речному бассейну реки Нева (включая бассейны рек Онежского и Ладожского озера).
Код объекта в государственном водном реестре — 01040200312102000023797.